# Terz
Terz - orgonaregiszter; német nyelven. Találkozhatunk azonban „Terzian” megnevezéssel is; a francia orgonaépítészet „Tierce” néven ismeri a regisztert. Önmagában nem használható regiszter, mert nem alaphangon szólal meg. Amennyiben pedálra épül, úgy lehet 6 2/5’ és 3 2/5’ magas. A 3 2/5’ magas tercsor épülhet akár redőnyműre vagy főműre is. Leggyakrabban azonban 1 3/5’ magas, amely 2 2/3’ sorral összehúzva „Sesquialtera” regiszterként alkalmazható szólisztikus célra. Ritkábban, de találkozhatunk 4/5’ magas tercsorral is. Ne feledjük, hogy ezek a tercsorok mindig az alaphanghoz viszonyított nagy tercet szólaltatnak meg. Ahol Terzianflöte elnevezéssel találkozunk, ott jusson eszünkbe, hogy ez a regiszter fuvolás jellegű. Anyaga ón vagy horgany; jellege kizárólag nyitott; alakja henger; hangja sötét, tömörítő.